# Astana Dragons
Astana Dragons — бывшая казахстанская мультигейминговая киберспортивная организация. Основана в июле 2013 года. Проект спонсировался частными лицами из Казахстана.

## О проекте
История организации началась в 2013 году с открытия подразделения по Counter-Strike: Global Offensive, в этом же году, осенью, появились составы по Point Blank и League of Legends. У подразделения по CS:GO была арендована квартира в Киеве для тренировок.

## Counter-Strike: Global Offensive
В июле 2013 года был собран первый состав в дисциплине CS:GO, он же стал основой организации.
Первой победой команды стал Techlabs Cup UA 2013. Astana Dragons успешно преодолели онлайн-квалификацию, обыграв всех своих соперников. На lan-финале в Киеве команда одолела одну из самых сильных команд мира fnatic со счётом 2:0.
Следующим турниром стал DreamHack Bucharest 2013 в Румынии. Astana Dragons вышли из группы с первого места, но в четвертьфинале уступили будущим чемпионам Ninjas in Pyjamas со счётом 2:1. В итоге команда из Астаны разделила 3—4 место с украинской командой Natus Vincere.
В начале ноября 2013 года команда завоевала третье место на чемпионате мира Electronic Sports World Cup 2013.
После чемпионата произошли изменения в составе команды. Организацию покинул Иоанн «Edward» Сухарёв, а на его место пришёл Эмиль «kUcheR» Ахундов. Новым составом команда продолжила готовиться к DreamHack Winter 2013, однако на самом турнире хорошего результата показать не смогла, уступив в 1/8 финала команде compLexity.
В конце года на восьмом сезоне SLTV StarSeries команда заняла последнее четвертое место, проиграв в обеих встречах.
В конце декабря организация рассталась с составом по CS:GO. Спустя 2 месяца их подписала новая организация HellRaisers, с которой игроки выступили на EMS Katowice 2014.

### Бывшие игроки
| Состав 7 ноября — 30 декабря 2013 года - Егор «Markeloff» Маркелов - Кирилл «ANGE1» Карасёв - Иоанн «Edward» Сухарёв - Даурен «AdreN» Кыстаубаев - Михаил «Dosia» Столяров | Состав 19 июня — 6 ноября 2013 года - Егор «Markeloff» Маркелов - Кирилл «ANGE1» Карасёв - Иоанн «Edward» Сухарёв - Даурен «AdreN» Кыстаубаев - Михаил «Dosia» Столяров | Состав 6 ноября — 30 декабря 2013 года - Егор «Markeloff» Маркелов - Кирилл «ANGE1» Карасёв - Эмиль «kUcheR» Ахундов - Даурен «AdreN» Кыстаубаев - Михаил «Dosia» Столяров |

### Достижения
| Место | Турнир                            | Место проведения | Дата проведения            | Призовые |
| ----- | --------------------------------- | ---------------- | -------------------------- | -------- |
| 5—8   | Mad Catz Invitational 2013        | Кёльн            | 20 августа 2013 года       | нет      |
| 1     | TECHLABS Cup Ukraine 2013         | Киев             | 1 сентября 2013 года       | $3 500   |
| 3—4   | FACEIT Cup August 2013            | онлайн           | 9 сентября 2013 года       | $150     |
| 3—4   | DreamHack Bucharest 2013          | Бухарест         | 14 — 15 сентября 2013 года | $1 500   |
| 7—8   | MSI Beat it! 2013 European Finals | онлайн           | сентябрь 2013 года         | нет      |
| 1     | RaidCall EMS One Fall 2013 Cup #3 | онлайн           | 17 — 18 сентября 2013 года | $600     |
| 2     | SLTV StarSeries VII               | Киев             | 10 — 13 октября 2013 года  | $4 000   |
| 3     | Electronic Sports World Cup 2013  | Париж            | 1 — 2 ноября 2013 года     | $5 000   |
| 1     | FACEIT Cup October 2013           | онлайн           | 14 ноября 2013 года        | $800     |
| 1     | TECHLABS Cup 2013 Grand Final     | Москва           | 16 — 17 ноября 2013 года   | $10 000  |
| 5—8   | DreamHack Winter 2013             | Йёнчёпинг        | 28 — 30 ноября 2013 года   | $10 000  |
| 5—8   | Fragbite Masters 2013             | онлайн           | ноябрь — декабрь 2013 года | $700     |
| 5     | ESEA Invite Season 15 Europe      | онлайн           | ноябрь — декабрь 2013 года | нет      |
| 4     | SLTV StarSeries VIII              | Киев             | 20 — 22 декабря 2013 года  | $1 500   |

Жирным выделены чемпионаты мира.

#### Статистика
Сводная статистика по турнирам.
| Год  | Число турниров | место | место | место | Призовые | Призовые на человека |
| 2013 | 15             | 5     | 1     | 3     | $37 750  | $7 550               |
| ---- | -------------- | ----- | ----- | ----- | -------- | -------------------- |

## Point Blank
9 октября 2013 года у организации появилось подразделение по Point Blank. К новой команде присоединились бывшие игроки A-Gaming. Состав покинул организацию одновременно с командой по Counter Strike.

### Бывшие игроки
- Денис «Gray» Данилюк
- Кирилл «Belgiume» Лукьянов
- Сергей «Push» Ивлев
- Олег «z1» Коновнин
- Родион «PVO» Строганов
- Кирилл «Makko» Башкатов

### Достижения
| Место | Турнир                        | Место проведения | Дата проведения           | Призовые |
| ----- | ----------------------------- | ---------------- | ------------------------- | -------- |
| 3     | SLTV StarSeries VII           | Киев             | 10 — 13 октября 2013 года | $2 500   |
| 2     | TECHLABS Cup 2013 Grand Final | Москва           | 16 — 17 ноября 2013 года  | $2 000   |
| 1     | SLTV StarSeries VIII          | Киев             | 21 — 23 декабря 2013 года | $8 000   |

## League of Legends
26 ноября 2013 года Astana Dragons открыли третье по счёту подразделение — польский состав по League of Legends. В конце декабря он был распущен.

### Бывшие игроки
- Марцин «Xaxus» Мазцка
- Марцин «Jankos» Янковский
- Ремигий «Overpow» Пуш
- Павел «Celaver» Коприанюк
- Оскар «VandeRnoob» Богдан

### Достижения
| Место | Турнир                | Место проведения | Дата проведения          | Призовые |
| ----- | --------------------- | ---------------- | ------------------------ | -------- |
| 2     | DreamHack Winter 2013 | Йёнчёпинг        | 28 — 30 ноября 2013 года | $5 250   |